# انسنادا، باخا کالیفرنیا
انسنادا (به اسپانیایی: Ensenada, Baja California) از شهرهای کشور مکزیک است که در ایالت باخا کالیفرنیا قرار دارد و جمعیت آن طبق سرشماری سال ۲۰۱۰ میلادی ۲۷۹٬۷۶۵ نفر بوده‌است.